# Pentria
La Pentria è una regione storica dell'Italia meridionale che prende il nome dalla tribù sannitica dei Pentri. Include una vasta area appenninica compresa tra l'estremo sud dell'Abruzzo, la gran parte del Molise (eccetto la fascia litoranea) e l'estremo nord della Campania.

## Storia
I Sanniti Pentri abitarono questa zona fin dal I millennio a.C., per poi essere sconfitti dai romani durante le guerre sannitiche. La zona fu parte del ducato di Benevento nell'VIII secolo d.C., per poi passare al Regno di Sicilia dopo la conquista normanna.

### Antiche città pentre
- Aesernia
- Allifae
- Aufidena
- Bovianum
- Saepinum
- Venafrum

### Epoca contemporanea
La comunità montana Centro Pentria, in provincia di Isernia, è stata istituita nel 1973.